# روجر غاريسون
روجر غاريسون (بالإنجليزية: Roger Garrison)‏ هو اقتصادي أمريكي، ولد في 1944 في جوبلن في الولايات المتحدة.